# Neil Reid
Neil Reid (* April/Mai 1959) ist ein britischer ehemaliger Kinderstar, der als Zwölfjähriger mit dem Lied Mother of Mine und der Langspielplatte Neil Reid bekannt wurde. Er stammt aus Motherwell in Schottland.

## Leben und Karriere
Reid wurde als Achtjähriger bei einem Weihnachtskonzert für Senioren entdeckt. In den Folgejahren sang er vor allem in den Schulferien bei verschiedenen Veranstaltungen. 1971 trat er in der bei ITV ausgestrahlten Talenteshow Opportunity Knocks auf. Mit dem Lied Mother of Mine (wörtlich: „Mutter von mir“, verwendet in der Anredeform wie „Meine (liebe) Mutter“) geschrieben von Bill Parkinson, der in den 1960er Jahren gemeinsam mit Ritchie Blackmore in der Begleitband von Screaming Lord Sutch gespielt hatte, eroberte er die Fernsehzuschauer für sich. Er erhielt einen Plattenvertrag bei Decca Records. Noch rechtzeitig zu Weihnachten wurde die „zuckersüße Ode [an die Mutter]“ als Single veröffentlicht. Am 1. Januar 1972 stieg sie in die englischen Charts ein und stand zwei Wochen später auf dem zweiten Platz; lediglich die New Seekers mit ihrem aus einem Werbejingle entstandenen Nummer-eins-Hit I’d Like to Teach the World to Sing (In Perfect Harmony) wurden in den nächsten drei Wochen einen Rang höher notiert. Von der Single Mother of Mine mit der B-Seite If I Could Write a Song wurden im Vereinigten Königreich fast eine Million Exemplare verkauft, weltweit waren es etwa 4,5 Millionen.
Decca stellte unter Leitung des Produzenten und Arrangeurs Ivor Raymonde eine Langspielplatte mit 16 Songs zusammen. Sie enthielt Standards wie On the Sunny Side of the Street, den Beatles-Titel When I’m Sixty-Four, das schottische Folktraditional Ye Braes and Banks und auch den Single-Hit Mother of Mine. Das Album erreichte am 13. Februar 1972 Platz eins der britischen Charts. Bis in die 2010er Jahre bleibt Reid damit der jüngste Künstler, der jemals ein Nummer-eins-Album im Vereinigten Königreich hatte.
Auf Mother of Mine folgte im April die Single That’s What I Want to Be, mit der Reid Platz 41 der Charts erreichte. Das zweite Album, Smile, fand sich ebenfalls kurzzeitig in den unteren Regionen der Top 50. Und damit befand sich die kometenartige Karriere des Neil Reid bereits nach einem Jahr vor ihrem Ende. Reid tourte noch und nahm trotz Stimmbruchs weitere Platten auf – darunter 1974 mit Roy Wood die Single Hazel Eyes –, doch einige Jahre später war endgültig Schluss. Reid zog sich aus dem Musikbusiness zurück, arbeitete als Finanz- und Unternehmensberater und gründete 2010 in seiner neuen Heimatstadt eine eigene Kirche, die Oasis Blackpool („Blackpooler Oase“), eine „fortschrittliche Kirche des 21. Jahrhunderts“.

## Diskografie

### Alben
- 1971: Neil Reid (Decca Records)
- 1972: Smile (Decca Records)

### Singles
- 1971: Mother of Mine
- 1972: That’s What I Want to Be
- 1973: End of the World
- 1974: Hazel Eyes